# Округ Ли (Мисисипи)
Округ Ли (енгл. Lee County) је округ у америчкој савезној држави Мисисипи.

## Демографија
По попису из 2010. године број становника је 82.910, што је 7.155 (9,4%) становника више него 2000. године.
| Група             | 2000.          | 2010.          |
| Белци             | 55.367 (73,1%) | 56.854 (68,6%) |
| Афроамериканци    | 18.566 (24,5%) | 22.619 (27,3%) |
| Азијати           | 397 (0,5%)     | 517 (0,6%)     |
| Хиспаноамериканци | 882 (1,2%)     | 1.991 (2,4%)   |
| Укупно            | 75.755         | 82.910         |